# Vaday József
Vadai Vaday József (Szatmár, 1863. március 23. – Budapest, 1935. április 25.) református tanító, iskolaigazgató, tankönyvíró.

## Élete
Vaday József és Koós Julianna fia. A gimnázium három osztályát szülőhelyén, a IV-VI. osztályokat Debrecenben végezte és a tanítóképzőbe lépett, ahol 1883-ban képesítő vizsgát tett. (Közben segédtanító és nevelő volt). 1884-ben Tunyogon kántortanító lett. 1885-ben Békésen a központi fiúiskola IV. osztálya tanítójának választották meg. 1886-tól a békési tanítóegylet titkára, 1888-tól a református egyház presbiteri jegyzője, 1892-től a Békés vármegyei tanítóegyesület főjegyzője, 1896-tól Nagyváradon községi iskolai tanító, majd igazgató volt. Halálát szívbénulás okozta. Felesége Kovács Sz. Mária volt.
A Néptanítók Lapjának és a Protestáns Népiskolai Lapnak (1884), a Békésvármegyei Közlönynek (1885-től) rendes munkatársa és a Protestáns Néptanító segédszerkesztője. Írt ezeken kívül a Békésbe, a Bolond Istókba s más egyházi és világi hírlapokba; miután megtanult franciául, 1887-től fordítással is foglalkozott.

## Munkái
- Békés község és megye földrajza. Békés-Csaba...
- Magyarország földrajza a népiskola IV. oszt. számára. Uo...
- Földrajz a biharmegyei népiskolák számára. Uo...
- Természetrajz a népiskolák III. oszt. számára. Uo...
- Ugyanaz a IV. oszt. számára. Uo...
- Ugyanaz külön a III-V. oszt. számára és egy kötetben. Uo... (Képes Természetrajz cz. a népiskolák III-VI. oszt. számára, 4 kötetben).
- Természettan az V. oszt. számára. Uo...
- Ugyanaz a VI. oszt. számára. Uo...
- Bibliaismertetés és ker. egyháztörténet. Uo... (Paulinyi Károlylyal).
- Ismétlő iskolások könyve. Uo... (2. jav. kiadás. Nagyvárad, 1896.).
- Magyar történelmi életrajzok a III. és IV. oszt. számára. Nagyvárad, 1897. Két kötet. (Vincze Józseffel)
- Iskolai tornaversek a beszéd- és értelemgyakorlatokhoz. Vezérfonal gyanánt. Nagyvárad, 1898.
- Gyakorlati szőlőmívelés. Olvasókönyv szőlőtermelő vidékek ismétlő iskolái részére. Békés-Csaba, 1898.
- Hibás beszédűk gyakorlókönyve. Békéscsaba, 1898.
- Az erkölcsi nevelés gyakorlati vezérkönyve. Bpest, 1899.
- Közismereti Káté. Eredménytár és tanmenet Mártonffy-Trájtler ipariskolai gyakorló-könyvéhez. III. osztály. Közgazdaság. Nagyvárad, 1900.
- Gazdasági ismétlő iskolások könyve. Temesvár, (1902. 3. jav. kiadás. Temesvár, 1902., 1903., Németül: Wittinger Józseftől).
- Részletes tantervek a «Gazdasági ismétlő iskolások könyve» által nyújtott anyaghalmaz feldolgozásához. Temesvár, 1901.
- Protestáns erkölcsi olvasókönyv az ev. ref. népiskolák IV. és V. oszt. tanulói számára. 2. átdolg. és bőv. kiadás. Rajzokkal. Nagyvárad, 1904. és 1907.
- Térképes földrajz módszertani előrajzokkal, IV-VI. oszt. tanulók számára. Uo. 1904.
- Biharvármegye térképes földrajza a III. elemi tanulói számára. Uo. 1904.
- Rákóczi és a kuruczvilág. Uo. 1905. (Ism. Vasárnapi Ujság 21. sz.).
- Részletes tananyagbeosztás elemi népiskolák számára. Uo. 1906. (Szász Ferenczczel).
- Gazdaságtan az elemi népiskolák V. és VI. oszt. számára. Írta H. Kiss Kálmán, bőv. és átdolg. többen. Bpest és Temesvár, 1896-97. Két kötet. I. 4. kiadás. Bpest, 1907., II. 5. jav. kiadás. Temesvár, 1907., 6. és 7. kiadás. Uo. 1908.).
- Vinczellér-könyv. Szőllőmunkások és gazdák részére. Szemléltető rajzokkal. 2. kiadás. Uo. 1909.

Szerkesztette a Békés Hírlapot 1892-től négy évig, a Tanügyet 1893-tól; szerkesztette és kiadta a Magyar Tanférfiak és Tanítónők ezredéves Albumát, Békés-Csaba, 1896. fénynyom. arczképekkel.